# Pasteurella multocida
Espèce
Pasteurella multocida, ou P. septica, est le bacille du choléra des poules étudié par Louis Pasteur. Germe très répandu chez différentes espèces animales dont il est un commensal banal ou au contraire un agent pathogène important.
Chez l'homme, son rôle pathogène se limite aux manifestations suivantes :
- Avant tout, infections des plaies par morsure ou griffure, surtout de chat[1] mais aussi de chien. Après une incubation de quelques heures apparaît un « phlegmon pasteurellien » caractérisé par une lymphangite extensive souvent spectaculaire. La généralisation septicémique du germe est exceptionnelle. Par contre, les séquelles osseuses, articulaires et tendineuses prolongées sont fréquentes.
- Ce germe est parfois responsable d'infections respiratoires surtout en cas de bronchectasies.
- De rares cas de méningite sont signalés, toujours post-traumatiques.

## Caractères bactériologiques
- Très petits coccobacilles Gram négatif, immobiles.
- Culture sur milieux usuels. Fortement indologènes.
- Très pathogènes pour la souris (septicémie).

## Diagnostic
- Isolement du germe (parfois difficile) dans la sérosité des plaies ou dans les expectorations.
- Le sérodiagnostic a peu d'intérêt mais l'intradermo-réaction peut être utile dans les cas avancés, lorsque le germe ne peut plus être mis en évidence.

## Pasteurella ureae
Pasteurella ureae est un germe humain rencontré occasionnellement dans les voies respiratoires, entre autres dans les tumeurs infectées, notamment le cancer bronchique.